# Estádio Sergismundo Rodrigues Neto
Estádio Sergismundo Rodrigues Neto – stadion piłkarski, w Boa Viagem, Ceará, Brazylia, na którym swoje mecze rozgrywa klub Boa Viagem Esporte Clube.